# Enallagma anna
Enallagma anna là một loài chuồn chuồn kim trong họ Coenagrionidae.
Enallagma anna được Williamson miêu tả khoa học năm 1900.